# Medaliści igrzysk olimpijskich w pływaniu synchronicznym
Lista medalistów letnich igrzysk olimpijskich w pływaniu synchronicznym.

## Konkurencje obecnie rozgrywane

### Duety
| Rok i miejsce       | Złoto                                                                       | Srebro                                                | Brąz                                               |
| ------------------- | --------------------------------------------------------------------------- | ----------------------------------------------------- | -------------------------------------------------- |
| Los Angeles 1984    | Stany Zjednoczone · Tracie Ruiz · Candy Costie                              | Kanada · Sharon Hambrook · Kelly Kryczka              | Japonia · Saeko Kimura · Miwako Motoyoshi          |
| Seul 1988           | Kanada · Michelle Cameron · Carolyn Waldo                                   | Stany Zjednoczone · Karen Josephson · Sarah Josephson | Japonia · Mikako Kotani · Miyako Tanaka            |
| Barcelona 1992      | Stany Zjednoczone · Karen Josephson · Sarah Josephson                       | Kanada · Penny Vilagos · Vicky Vilagos                | Japonia · Fumiko Okuno · Aki Takayama              |
| Sydney 2000         | Rosja · Olga Brusnikina · Marija Kisielowa                                  | Japonia · Miya Tachibana · Miho Takeda                | Francja · Virginie Dedieu · Myriam Lignot          |
| Ateny 2004          | Rosja · Anastasija Dawydowa · Anastasija Jermakowa                          | Japonia · Miya Tachibana · Miho Takeda                | Stany Zjednoczone · Alison Bartosik · Anna Kozlova |
| Pekin 2008          | Rosja · Anastasija Dawydowa · Anastasija Jermakowa                          | Hiszpania · Andrea Fuentes · Gemma Mengual            | Japonia · Saho Harada · Emiko Suzuki               |
| Londyn 2012         | Rosja · Natalja Iszczenko · Swietłana Romaszyna                             | Hiszpania · Ona Carbonell · Andrea Fuentes            | Chiny · Huang Xuechen · Liu Ou                     |
| Rio de Janeiro 2016 | Rosja · Swietłana Romaszyna · Natalja Iszczenko                             | Chiny · Huang Xuechen · Sun Wenyan                    | Japonia · Yukiko Inui · Risako Mitsui              |
| Tokio 2020          | Rosyjski Komitet Olimpijski · Swietłana Kolesniczenko · Swietłana Romaszyna | Chiny · Huang Xuechen · Sun Wenyan                    | Ukraina · Marta Fiedina · Anastasija Sawczuk       |

### Drużyny
| Rok i miejsce       | Złoto | Srebro | Brąz |
| ------------------- | --- | --- | --- |
| Atlanta 1996        | Stany Zjednoczone · Suzannah Bianco · Tammy Cleland · Becky Dyroen-Lancer · Emily LeSueur · Heather Pease · Jill Savery · Nathalie Schneyder · Heather Simmons · Jill Sudduth · Margot Thien      | Kanada · Lisa Alexander · Janice Bremner · Karen Clark · Karen Fonteyne · Sylvie Fréchette · Valérie Hould · Kasia Kulesza · Christine Larsen · Cari Read · Erin Woodley | Japonia · Raika Fujii · Mayuko Fujiki · Rei Jimbo · Miho Kawabe · Akiko Kawase · Riho Nakajima · Miya Tachibana · Kaori Takahashi · Miho Takeda · Junko Tanaka        |
| Sydney 2000         | Rosja · Jelena Azarowa · Olga Brusnikina · Marija Kisielowa · Olga Nowokszczenowa · Irina Pierszina · Jelena Soja · Julija Wasiliewa · Olga Wasiukowa · Jelena Antonowa                           | Japonia · Ayano Egami · Raika Fujii · Yoko Isoda · Rei Jimbo · Miya Tachibana · Miho Takeda · Yoko Yoneda · Yuko Yoneda · Juri Tatsumi                                   | Kanada · Lyne Beaumont · Claire Carver-Dias · Erin Chan · Cathrine Garceau · Fanny Létourneau · Kristin Normand · Jacinthe Taillon · Reidun Tatham · Jessica Chase    |
| Ateny 2004          | Rosja · Jelena Azarowa · Olga Brusnikina · Anastasija Dawydowa · Anastasija Jermakowa · Elwira Chasianowa · Marija Kisielowa · Olga Nowokszczenowa · Anna Szorina                                 | Japonia · Michiyo Fujimaru · Saho Harada · Kanako Kitao · Emiko Suzuki · Miya Tachibana · Miho Takeda · Juri Tatsumi · Yoko Yoneda                                       | Stany Zjednoczone · Alison Bartosik · Tamara Crow · Rebecca Jasontek · Anna Kozlova · Sara Lowe · Lauren McFall · Stephanie Nesbitt · Kendra Zanotto                  |
| Pekin 2008          | Rosja · Anastasija Dawydowa · Anastasija Jermakowa · Marija Gromowa · Natalja Iszczenko · Elwira Chasianowa · Olga Kużeła · Swietłana Romaszyna · Anna Szorina · Jelena Owczinnikowa              | Hiszpania · Alba Maria Cabello · Raquel Corral · Andrea Fuentes · Thaïs Henríquez · Laura López · Gemma Mengual · Irina Rodríguez · Paola Tirados                        | Chiny · Gu Beibei · Jiang Tingting · Jiang Wenwen · Liu Ou · Luo Xi · Sun Qiuting · Wang Na · Zhang Xiaohuan · Huang Xuechen                                          |
| Londyn 2012         | Rosja · Elwira Chasianowa · Anastasija Dawydowa · Marija Gromowa · Natalja Iszczenko · Darja Korobowa · Aleksandra Packiewicz · Swietłana Romaszyna · Ałła Szyszkina · Anżelika Timanina          | Chiny · Chang Si · Chen Xiaojun · Huang Xuechen · Jiang Tingting · Jiang Wenwen · Liu Ou · Luo Xi · Wu Yiwen · Sun Wenyan                                                | Hiszpania · Clara Basiana · Alba María Cabello · Ona Carbonell · Margalida Crespí · Andrea Fuentes · Thaïs Henríquez · Paula Klamburg · Irene Montrucchio · Laia Pons |
| Rio de Janeiro 2016 | Rosja · Swietłana Romaszyna · Natalja Iszczenko · Ałła Szyszkina · Aleksandra Packiewicz · Marija Szuroczkina · Włada Czigiriowa · Swietłana Kolesniczenko · Jelena Prokofjewa · Gielena Topilina | Chiny · Huang Xuechen · Sun Wenyan · Zeng Zhen · Liang Xinping · Gu Xiao · Yin Chengxin · Guo Li · Tang Mengni · Li Xiaolu                                               | Japonia · Yukiko Inui · Risako Mitsui · Aika Hakoyama · Kano Omata · Mai Nakamura · Kei Marumo · Kurumi Yoshida · Kanami Nakamaki · Aiko Hayashi                      |
| Tokio 2020          | Rosja · Włada Czigiriowa · Marina Goladkina · Swietłana Kolesniczenko · Polina Komar · Aleksandra Packiewicz · Swietłana Romaszyna · Ałła Szyszkina · Marija Szuroczkina                          | Chiny · Feng Yu · Guo Li · Huang Xuechen · Liang Xinping · Sun Wenyan · Wang Qianyi · Xiao Yanning · Yin Chengxin                                                        | Ukraina · Maryna Aleksiwa · Władysława Aleksiwa · Marta Fiedina · Kateryna Reznik · Anastasija Sawczuk · Alina Szynkarenko · Ksenija Sydorenko · Jelizawieta Jachno   |

## Konkurencje nierozgrywane

### Solo
| Rok i miejsce    | Złoto                                 | Srebro        | Brąz             |
| ---------------- | ------------------------------------- | ------------- | ---------------- |
| Los Angeles 1984 | Tracie Ruiz                           | Carolyn Waldo | Miwako Motoyoshi |
| Seul 1988        | Carolyn Waldo                         | Tracie Ruiz   | Mikako Kotani    |
| Barcelona 1992   | Kristen Babb-Sprague Sylvie Fréchette | -             | Fumiko Okuno     |